# Charleval, Eure
 Charleval  là một xã thuộc tỉnh Eure trong vùng Normandie miền bắc nước Pháp.

## Huy hiệu
| Arms of Charleval | The arms of Charleval are blazoned: Gules, a triple towered tower argent. |